# Alberto Fernández de la Puebla
Alberto Fernández de la Puebla Ramos, född 17 september 1984 i Madrid, är en professionell spansk tävlingscyklist. Han tävlar för UCI ProTour-stallet Fuji-Servetto. Han vann en etapp på Vuelta a Asturias 2007. Samma år tog han också en etappseger på Euskal Bizikleta.

## Karriär
Alberto Fernández de la Puebla Ramos slutade tvåa på etapp 4 och 5 av Vuelta a Palencia under säsongen 2005, när han fortfarande tävlade som amatörcyklist. Året därpå blev spanjoren professionell med spanska stallet Saunier Duval-Prodir, som senare bytte namn till Fuji-Servetto.
Det blev inga vinster under det första året som professionell, men det dröjde inte många dagar in på säsongen 2007 innan Alberto Fernández slutade tvåa på Trofeo Pollença 2007 bakom Thomas Dekker. I maj tog spanjoren sin första seger i karriären när han vann etapp 3 av Vuelta Ciclista Asturias framför Koldo Gil och John-Lee Augustyn. Etappvinsten ledde till att spanjoren slutade tvåa i tävlingen bakom Koldo Gil Perez. Fernández slutade trea på etapp 1, men också i tävlingens slutställning, under Clásica Internacional de Alcobendas y Villalba. I juni slutade spanjoren trea på etapp 4 av Vuelta Ciclista a Navarra bakom Oscar Pujol och Ugaitz Artola. Senare under säsongen vann han också etapp 1 av Euskal Bizikleta framför José Angel Gomez Marchante och Oscar Sevilla. I slutet av säsongen fick Alberto Fernández de la Puebla Ramos möjlighet att köra Vuelta a España 2007, men han lämnade tävlingen efter etapp 6.
Under säsongen 2009 körde spanjoren Giro d'Italia 2009 och slutade på en 165:e plats i slutställningen. Några veckor efter att den italienska tävlingen avslutades slutade Alberto Fernández på tionde plats på etapp 6 av Critérium du Dauphiné Libéré bakom Pierrick Fédrigo, Jurgen Van De Walle, Stéphane Goubert, Juan Manuel Garate, Lars Bak, Aljaksandr Kutjynski, Mauro Santambrogio, Bingen Fernandez och Mikel Astarloza. Spanjoren slutade på nionde plats på Giro dell'Emilia.

## Meriter
2005
2:a, etapp 4, Vuelta a Palencia
2:a, etapp 5, Vuelta a Palencia
2007
1:a, etapp 3, Vuelta Ciclista Asturias
1:a, etapp 1, Euskal Bizikleta
2:a, Vuelta Ciclista Asturias
3:a, Trofeo Pollença
3:a, Clásica Internacional de Alcobendas y Villalba
etapp 1, Clásica Internacional de Alcobendas y Villalba
3:a, etapp 4, Vuelta Ciclista a Navarra